# Maksim Vitjugov
Maksim Alekseevič Vitjugov (in russo Иван Дмитриевич Ломаев?; Krasnojarsk, 1º febbraio 1998) è un calciatore russo, centrocampista del Kryl'ja Sovetov Samara.

## Caratteristiche tecniche
È un mediano.

## Carriera
Cresciuto nel settore giovanile del Čertanovo, debutta in prima squadra il 10 aprile 2016 in occasione dell'incontro di terza divisione vinto 1-0 contro lo Zenit Penza; nel 2020 viene acquistato dal Kryl'ja Sovetov Samara.

## Statistiche

### Presenze e reti nei club
Statistiche aggiornate al 31 luglio 2021.
| Stagione        | Squadra                | Campionato      | Campionato | Campionato | Coppe nazionali | Coppe nazionali | Coppe nazionali | Coppe continentali | Coppe continentali | Coppe continentali | Altre coppe | Altre coppe | Altre coppe | Totale | Totale |
| Stagione        | Squadra                | Comp            | Pres       | Reti       | Comp            | Pres            | Reti            | Comp               | Pres               | Reti               | Comp        | Pres        | Reti        | Pres   | Reti   |
| --------------- | ---------------------- | --------------- | ---------- | ---------- | --------------- | --------------- | --------------- | ------------------ | ------------------ | ------------------ | ----------- | ----------- | ----------- | ------ | ------ |
| 2015-2016       | Čertanovo              | 2D              | 7          | 0          | CR              | 0               | 0               |                    | -                  | -                  |             | -           | -           | 7      | 0      |
| 2016-2017       | Čertanovo              | 2D              | 21         | 1          | CR              | 2               | 0               |                    | -                  | -                  |             | -           | -           | 23     | 1      |
| 2017-2018       | Čertanovo              | 2D              | 23         | 1          | CR              | 1               | 0               |                    | -                  | -                  |             | -           | -           | 24     | 1      |
| 2018-2019       | Čertanovo              | 1D              | 36         | 1          | CR              | 1               | 0               |                    | -                  | -                  |             | -           | -           | 37     | 1      |
| 2019-2020       | Čertanovo              | 1D              | 26         | 5          | CR              | 1               | 0               |                    | -                  | -                  |             | -           | -           | 27     | 5      |
| 2020-2021       | Kryl'ja Sovetov Samara | 1D              | 37         | 1          | CR              | 6               | 0               |                    | -                  | -                  |             | -           | -           | 43     | 1      |
| 2021-2022       | Kryl'ja Sovetov Samara | PL              | 4          | 0          | CR              | 0               | 0               |                    | -                  | -                  |             | -           | -           | 4      | 0      |
| Totale carriera | Totale carriera        | Totale carriera | 153        | 9          |                 | 11              | 0               |                    | -                  | -                  |             | -           | -           | 164    | 9      |